# Leonardo Helicopters AW249
El Leonardo Helicopters AW249 Fenice (en español: "Fénix") es un proyecto de helicóptero de ataque en desarrollo por la firma italiana Leonardo S.p.A.
El desarrollo del AW249 comenzó formalmente tras la recepción de un contrato de 487 millones de euros del ejército italiano como reemplazo del Agusta A129 Mangusta. Será más grande, tendrá más capacidad de supervivencia y tendrá mayor autonomía que el Mangusta, incorporando tecnologías sigilosas y sistemas de misión para controlar vehículos aéreos no tripulados (UAV). También se incorporarán numerosas tecnologías maduras, como el cañón de mentón OTO Melara TM197B de 20 mm, el sistema de puntería Toplite de Rafael Advanced Defense Systems y el misil Spike, está previsto que el AW249 tenga costes operativos más bajos que el Mangusta anterior. Leonardo está buscando activamente socios para colaborar en el AW249; en julio de 2018 se firmó una carta de intención sobre este asunto con el Grupo Polaco de Armamento.
El primer vuelo del AW249 estaba previsto inicialmente para 2020, pero voló por primera vez el 12 de agosto de 2022 desde la planta de la compañía en Vergiate. Habrá un único prototipo y tres helicópteros de producción pre-serie construidos antes de los AW249 de producción en serie. Según el calendario original publicado en 2017, el AW249 debía estar en servicio en 2025 para permitir que comenzara el retiro del Mangusta.